# ریشک‌ماهی طلایی
ریشک‌ماهی طلایی، بارب طلایی یا بارب کوتوله طلایی با نام علمی (Pethia gelius)، گونه‌ای ماهی از خانواده کپورماهیان بومی آبهای داخلی آسیا است و در پاکستان, هند و بنگلادش یافت می شود . همچنین این گونه به آبهای کشور کلمبیا نیز معرفی شده است. به طور بومی در رودخانه ها و آب های راکدی که به‌صورت گل و لای هستند زندگی می کند. آنها در آب و هوای مناطق گرمسیری در آبی با پی‌اچ ۶٫۰ تا ۶٫۵، سختی عمومی ۸ تا ۱۵ و محدوده دمایی بین ۲۰ الی ۲۵ درجه سانتیگراد زندگی می‌کنند. بارب‌های طلایی از سخت پوستان کفزی و پلانکتونها و حشرات تغذیه می کند. اندازه این گونه می تواند تا ۵٫۱ سانتیمتر (۲٫۰ اینچ) برسد. همچنین می توان آن را در تجارت آکواریوم یافت. 
بارب طلایی یک ماهی با تخم‌ریزی پراکنده است و از تخم‌های خود محافظت نمی کنند. آنها عمدتاً در آب های کم عمق تخم ریزی می کنند.

## همچنین ببینید
- لیست گونه های ماهی آکواریومی آب شیرین

## مراجع
1. ↑  Dahanukar, N. (2015). "بارب طلایی". IUCN Red List of Threatened Species. IUCN. 2015: e.T166577A70088575. doi:10.2305/IUCN.UK.2015-1.RLTS.T166577A70088575.en. Retrieved 18 November 2021.